# Блексбург
Блексбург (енгл. Blacksburg) град је у америчкој савезној држави Вирџинија и средиште округа Монтгомери. Град је седиште Вирџинијског политехничког института и Државног универзитета, познатијег као Вирџинија Тек (Virginia Tech).
По попису становништва из 2010. у њему је живело 42.620 становника.
Дана 16. априла 2007. године, јужнокорејски студент Чо Санг-хи је, у студентском насељу Вирџинија Тека, убио 32 човека и ранио 29 пре него што је извршио самоубиство. Тај злочин је највеће масовно убиство ватреним оружјем које је починио појединац у историји САД.

## Географија
Блексбург се налази на надморској висини од 633 m.

## Демографија
Према попису становништва из 2010. у граду је живело 42.620 становника, што је 3.047 (7,7%) становника више него 2000. године.
|                   | 2010.           | 2000.           |
| Укупно            | 42 620 (100,0%) | 39 573 (100,0%) |
| Белци             | 33 640 (78,93%) | 32 869 (83,06%) |
| Азијати           | 4 518 (10,60%)  | 3 087 (7,801%)  |
| Афроамериканци    | 1 818 (4,266%)  | 1 738 (4,392%)  |
| Хиспаноамериканци | 1 476 (3,463%)  | 920 (2,325%)    |
| Остали            | 1 168 (2,740%)  | 959 (2,423%)    |